# サラダ巻き
サラダ巻き（サラダまき）は、具材（芯）にレタスを用いてマヨネーズで味付けし、その他の具材とともに巻いた海苔巻きである。

## 歴史
巻き寿司の具材（芯）にレタスとマヨネーズを最初に用いたとされるのは、宮崎県宮崎市にある寿司屋『一平』が始めた「レタス巻き」である。当時の店主が野菜嫌いの友人の平尾昌晃のために、1966年（昭和41年）に考案したとされる。大ぶりなエビと甘みのあるレタスを用い、毎朝自店で自作するマヨネーズは「一度食べたら癖になるほどのおいしさ」と評価され、口コミで広がっていった。『一平』では「レタス巻き」の顧客層として主として女性客を想定していたが、寿司にマヨネーズを使うという斬新さは若者を中心に幅広い層に支持され、「レタス巻き」は宮崎市内の寿司屋などが相次いで模倣した。
昭和40年代後半から昭和50年代になると、スーパーマーケットの惣菜売り場や持ち帰り寿司チェーンで扱われるようになって全国に広まっていった。『一平』の「レタス巻き」は、レタスとエビを具材としてマヨネーズで味付けしたものであったが、他店ではエビの代わりにカニカマを用いたりキュウリを加えるなど様々にアレンジされ、これらを総称して「サラダ巻き」と呼ばれるようになった。
その後、平成に入ると、マヨネーズに限らず肉やフライを使用した様々な洋風の巻き寿司が考案されるようになっていくが、サラダ巻きの出現は、巻き寿司の「和から洋への息吹」であったと評価されている。

## 具材
具材（芯）としては、『一平』では、レタスとエビをマヨネーズで味付けしたものを用いている。プリプリとしたエビ、シャキシャキとしたレタス、パリパリとした海苔の食感を、一度に味わうことができる。
エビに替えてカニカマを用いるのも定番となっている。これらの他にも、ツナ、玉子焼きやキュウリ、カイワレ大根をともに巻き込むなど、様々なバリエーションが存在する。寿司飯を使わず、サラダ菜などの野菜と魚貝を焼き海苔で巻いただけのレシピもサラダ巻きとして提案されている。
巻く際には、レタスの食感を残すために程良い力加減が必要とされ、技術が求められる。